# Netelia liopleuris
Netelia liopleuris là một loài tò vò trong họ Ichneumonidae.